# Тарасенко, Алексей Тимофеевич
Алексей Тимофеевич Тарасенко (укр. Олексій Тимофійович Тарасенко; 6 апреля 1929 год, село Маячка — 26 ноября 2001 год, город Лохвица, Лохвицкий район, Полтавская область, Украина) — украинский советский и коммунистический деятель, организатор сельскохозяйственного производства, первый секретарь Лохвицкого райкома Компартии Украины Полтавской области, Украинская ССР. Герой Социалистического Труда (1988).

## Биография
Родился 6 апреля 1929 года в селе Маячка в крестьянской семье. Свою трудовую деятельность начал в колхозе имени Щорса Нехворощанского района после освобождения в 1944 году Полтавской области от немецких захватчиков. В 1948 году окончил Андреевский зоотехнический техникум, получив специальность зоотехника. В этом же году был направлен на работу зоотехником в Козельщинском районном отделе сельского хозяйства. Вступил в ВКП(б) во время срочной службы в Советской армии. После армии был назначен вторым секретарём и через год — первым секретарём Новохворощанского райкома ЛКСМУ.
С 1961 года — главный государственный инспектор по заготовке сельскохозяйственной продукции Лохвицкого района, второй секретарь Лазорковского райкома КПУ, председатель колхоза «Авангард» Пирятинского района.
В 1970 году избран первым секретарём Лохвицкого райкома КПУ. Принимал участие в организации сельскохозяйственного производства, строительстве социальных и производственных объектов района. В 1984 году под руководством Алексея Тарасенко Лохвицкий район собрал высокий урожай зерновых культур, за что получил переходящее Красное знамя ЦК КПУ и Совета министров УССР. В 1988 году удостоен звания Героя Социалистического Труда «за выдающиеся результаты, достигнутые в увеличении производства сельскохозяйственной продукции на основе освоения интенсивных технологий и передовых методов организации труда в земледелии и животноводстве и проявленную трудовую доблесть».
После выхода на пенсию проживал в городе Лохвица, где скончался в 2001 году. Похоронен на центральном кладбище Лохвицы.

## Награды
- Герой Социалистического Труда — указом Президиума Верховного Совета СССР от 17 августа 1988 года
- Орден Ленина — дважды
- Орден Октябрьской Революции
- Орден Трудового Красного Знамени
- Орден «Знак Почёта»